# 丁普郎
丁普郎（？—1363年），元末明初军事将领。
其原为陈友谅麾下，守卫小孤山。后跟从傅友德投降朱元璋，授行樞密院同知。当时在援助南昌时，大战鄱陽湖。后身中十余处伤，仍然坚守，后战死。追封濟陽郡公。